# アルフレッド・グウィン・ヴァンダービルト

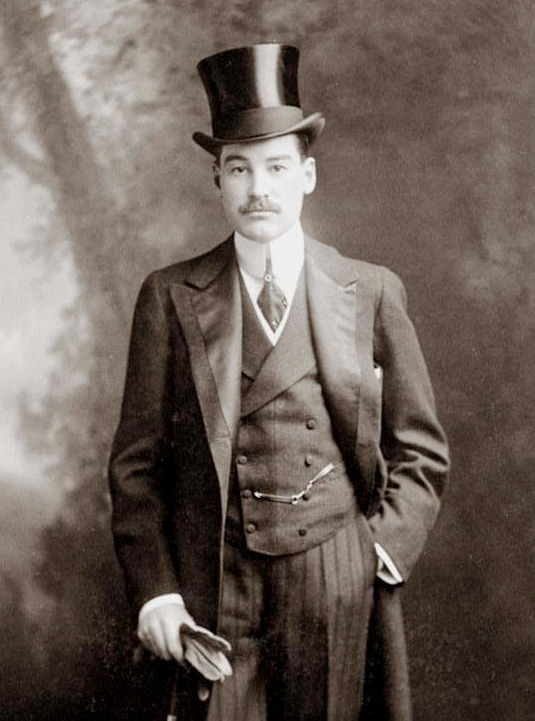
アルフレッド・G・ヴァンダービルト

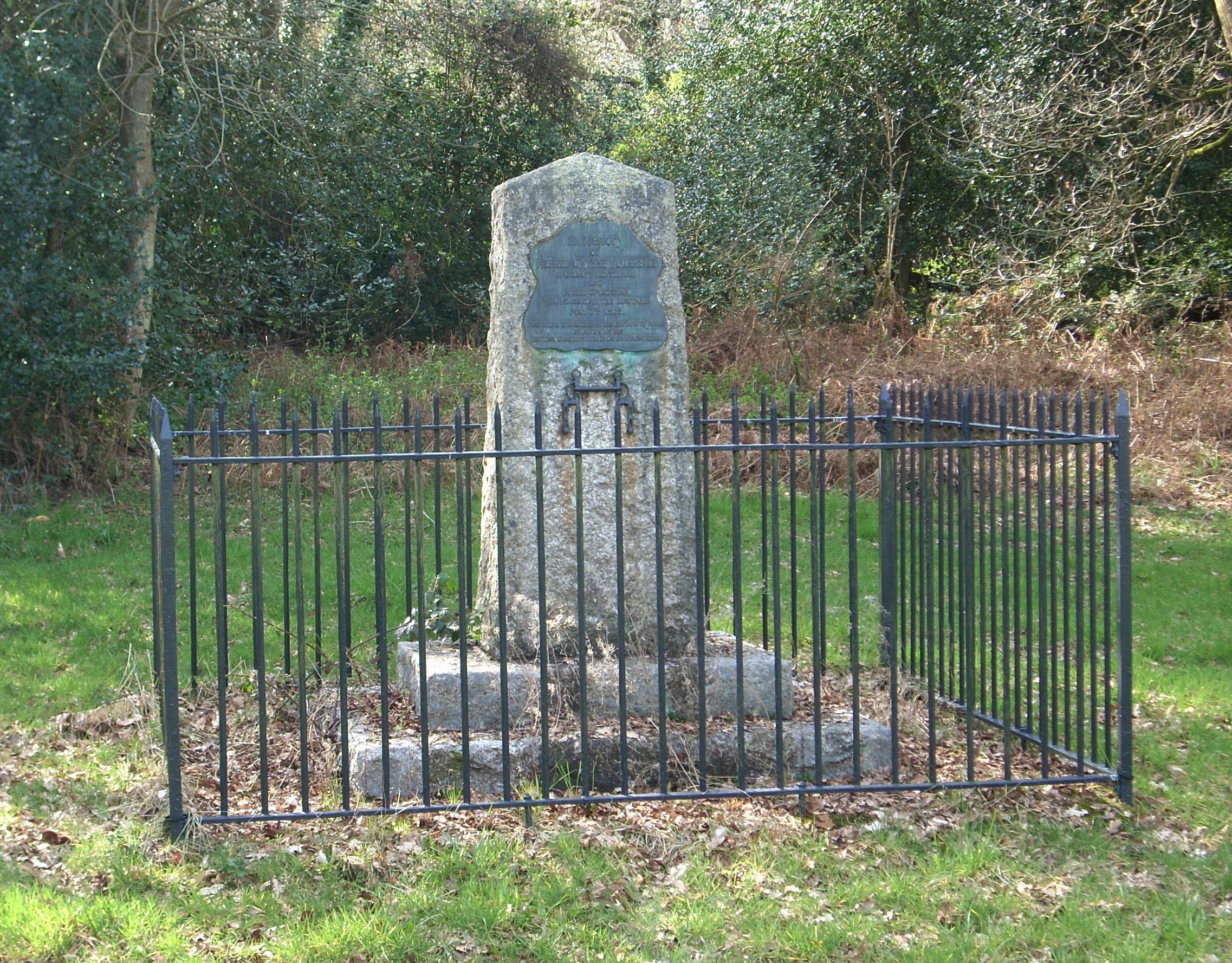
イングランド、ドーキング南郊のA24号線脇に立つアルフレッド・G・ヴァンダービルトの記念碑

アルフレッド・グウィン・ヴァンダービルト（Alfred Gwynne Vanderbilt, 1877年10月20日 ニューヨーク - 1915年5月7日 大西洋）は、アメリカ合衆国の富豪ヴァンダービルト家の相続人の1人。鉄道王コーネリアス・ヴァンダービルト（1世）の曾孫。ドイツ海軍の潜水艦「U-20」による船舶ルシタニア号沈没事件の犠牲者となった。

## 生涯
ニューヨーク・セントラル鉄道の社主コーネリアス・ヴァンダービルト2世と、その妻のアリス・クレイプール・グウィンの間の第5子、三男としてマンハッタンに生まれた。ニューハンプシャー州コンコードにある名門私立校セント・ポールズ・スクールを経て、イェール大学で学んだ。
長兄のウィリアム・ヘンリー・ヴァンダービルト2世が1892年に22歳で早世し、次兄のコーネリアス・ヴァンダービルト3世が1896年に両親の同意を得ずに結婚して勘当されたため、三男のアルフレッドが父の後継ぎと見なされ、1899年に亡くなった父の遺産の大部分を相続した。アルフレッドはニューヨーク・セントラル鉄道、ビーチ・クリーク鉄道（Beech Creek Railroad）、レイクショア・ミシガン南部鉄道（Lake Shore and Michigan Southern Railway）、ミシガン・セントラル鉄道（Michigan Central Railroad）、ピッツバーグ・エリー湖鉄道（Pittsburgh and Lake Erie Railroad）、プルマン社などの大株主だった。
1901年1月11日にロードアイランド州ニューポートにおいて、銀行家エドワード・タック（Edward Tuck）の姪にあたるエレン・フレンチと最初の結婚をした。エレンとの間には長男のウィリアム・ヘンリー・ヴァンダービルト3世（1901年 - 1981年）が生まれた。しかし夫妻は1908年、アルフレッドとキューバ人外交官夫人との不倫が原因で離婚した。
その後、1911年12月17日に裕福な医薬品工場主の娘で1度の離婚歴のあるマーガレット・エマーソン（1884年 - 1960年）と再婚し、次男のアルフレッド・グウィン・ヴァンダービルト2世（1912年 - 1999年）および三男のジョージ・ワシントン・ヴァンダービルト3世（1914年 - 1961年）をもうけた。マーガレットはアルフレッドと死別後、さらに2度結婚したが、3人目の夫となったのはアメリカ合衆国造幣局局長を務めたレイモンド・T・ベイカー（Raymond T. Baker）であった。
アルフレッドはキツネ狩りを趣味とするスポーツマンで、欧米の有閑階級の代表者の1人でありながら、イングランドの古式ゆかしい狩猟案内人の技術を習得していた。狩猟パーティーの際に、自ら馬丁の身なりをして案内役を務めるほど玄人はだしだったとされる。1915年の春、イングランドに滞在した際も狩猟用の犬や馬を買い付けていた。
1915年の春、イングランドを訪れていたアルフレッドは、同年5月1日にリヴァプールを出航したニューヨーク行きの客船ルシタニア号の1等客室の乗客となった。ビジネスで旅行中だった彼は妻子をアメリカに残し、従者を1人連れているだけだった。5月7日、アイルランドのコーク県沖を進んでいたルシタニア号を、ドイツ海軍の潜水艦「U-20」が発射した2本の魚雷が襲い、ルシタニア号は2本目の魚雷の直撃からわずか18分で沈没した。
アルフレッドは従者とともに救命ボートに乗客の乗せるのを助けた後、泳げないにもかかわらず、自分に支給された救命胴衣を幼い乳児を抱く若い母親に与えた。アルフレッドの最後の行いを目撃した生還者たちは、アルフレッドの勇敢さと自己犠牲を褒め称え、アルフレッドは悲劇の英雄と見なされるようになった。アルフレッドとその従者はこの沈没事故の1198名の犠牲者に名を連ねることになり、遺体も見つけられなかった。